# Puelén
Puelén est une localité de l'extrême sud-ouest de la province de La Pampa, en Argentine, qui se trouve dans le département de Puelén.

## Toponymie
Son nom provient d'un vocable mapuche qui signifie Plaine de l'est.

## Population
La localité comptait 315 habitants en 2001, c'est-à-dire une baisse de 36 % par rapport aux 492 habitants de 1991.

## L'Aqueduc du sud-ouest pampéen
Puelén se trouve au pied d'un relief basaltique, la Meseta El Fresco, d'où surgissent des sources d'eau douce d'assez bonne qualité. Un aqueduc a été construit depuis la ville en direction de l'est, jusqu'à la localité de Chacharramendi sur la route nationale 143. Un embranchement alimente notamment la petite ville de Puelches.